# Casablanca (serie televisiva 1983)
Casablanca  è una serie televisiva statunitense in 5 episodi trasmessi per la prima volta nel corso di una sola stagione nel 1983. È basata sul film del 1942 Casablanca
È una serie drammatica incentrata sulle vicende di Rick Blaine (interpretato da David Soul) proprietario dell'American Cafè a Casablanca, in Marocco.

## Personaggi e interpreti
- Rick Blaine (5 episodi, 1983), interpretato da David Soul.
- Capitano Louis Renault (5 episodi, 1983), interpretato da Héctor Elizondo.
- Ferrari (5 episodi, 1983), interpretato da Reuven Bar-Yotam.
- Sacha (5 episodi, 1983), interpretato da Ray Liotta.
- Sam (5 episodi, 1983), interpretato da Scatman Crothers.
- Carl (5 episodi, 1983), interpretato da Arthur Malet.
- Tenente Heinz (5 episodi, 1983), interpretato da Kai Wulff.
- Maggiore Heinrich Strasser (4 episodi, 1983), interpretato da Patrick Horgan.

## Produzione
La serie fu prodotta da Warner Bros. Television e girata negli studios della Warner Brothers a Burbank in California. Le musiche furono composte da Gerald Fried e Peter Matz.

### Registi
Tra i registi della serie sono accreditati:
- Robert Lewis in 2 episodi (1983)
- Ralph Senensky in 2 episodi (1983)

### Sceneggiatori
Tra gli sceneggiatori della serie sono accreditati:
- Joan Alison in 5 episodi (1983)
- Murray Burnett in 5 episodi (1983)
- Julius J. Epstein in 5 episodi (1983)
- Philip G. Epstein in 5 episodi (1983)
- Howard Koch in 5 episodi (1983)

## Distribuzione
La serie fu trasmessa negli Stati Uniti dal 10 aprile 1983 al 3 settembre 1983 sulla rete televisiva NBC. In Italia è stata trasmessa su Rete 4 nel 1984.